# Ninia magnifica
Ninia magnifica är en fjärilsart som beskrevs av Alberti 1957. Ninia magnifica ingår i släktet Ninia och familjen Thyrididae. Inga underarter finns listade i Catalogue of Life.